# PEGASE
PEGASE는 자유롭게 비행하는 3개의 인공 위성으로 구성된, 두 개의 틈을 지닌 간섭계를 구축하는 우주 미션이다. 이 미션의 목표는 뜨거운 목성, 갈색 왜성, 원시행성계원반 내부 구조를 조사하는 것이다. 이 미션은 프랑스 국립 우주 연구 센터가 주관하고 있으며, 2010 ~ 2012년 발사를 목표로 연구가 진행 중이다.